# Mirmecófago
Em zoologia, chamam-se mirmecófagos aos animais que se alimentam exclusivamente  de formigas (ou quase, normalmente também comem termitas e outros insetos), como o tamanduá e o pangolim.